# Solanales

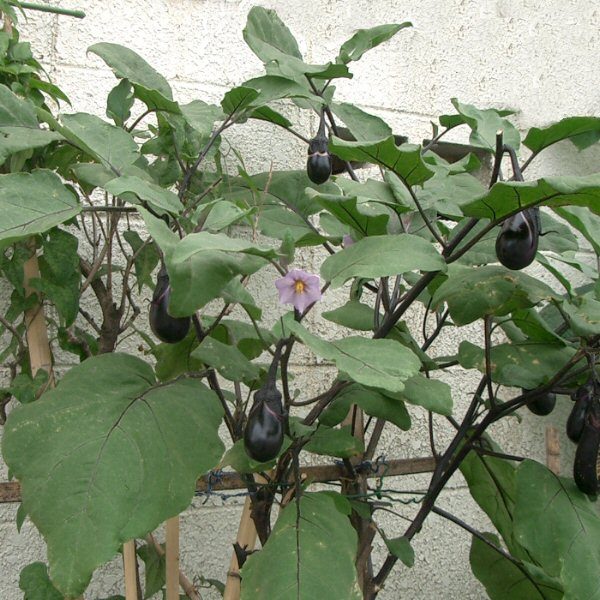
Solanum melongena, um membro da família Solanaceae.

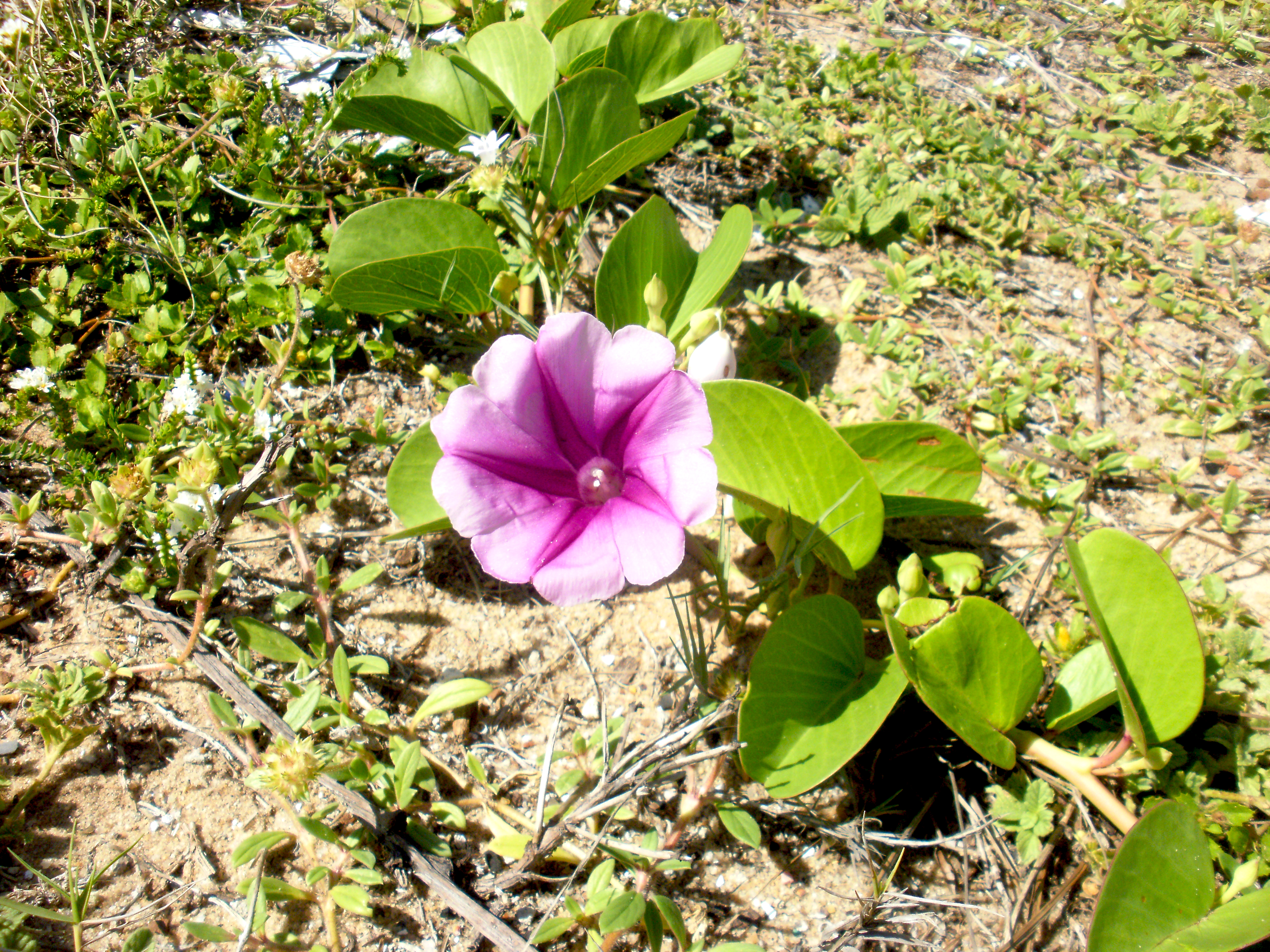
Ipomoea pes-caprae, um membro da família Convolvulaceae.

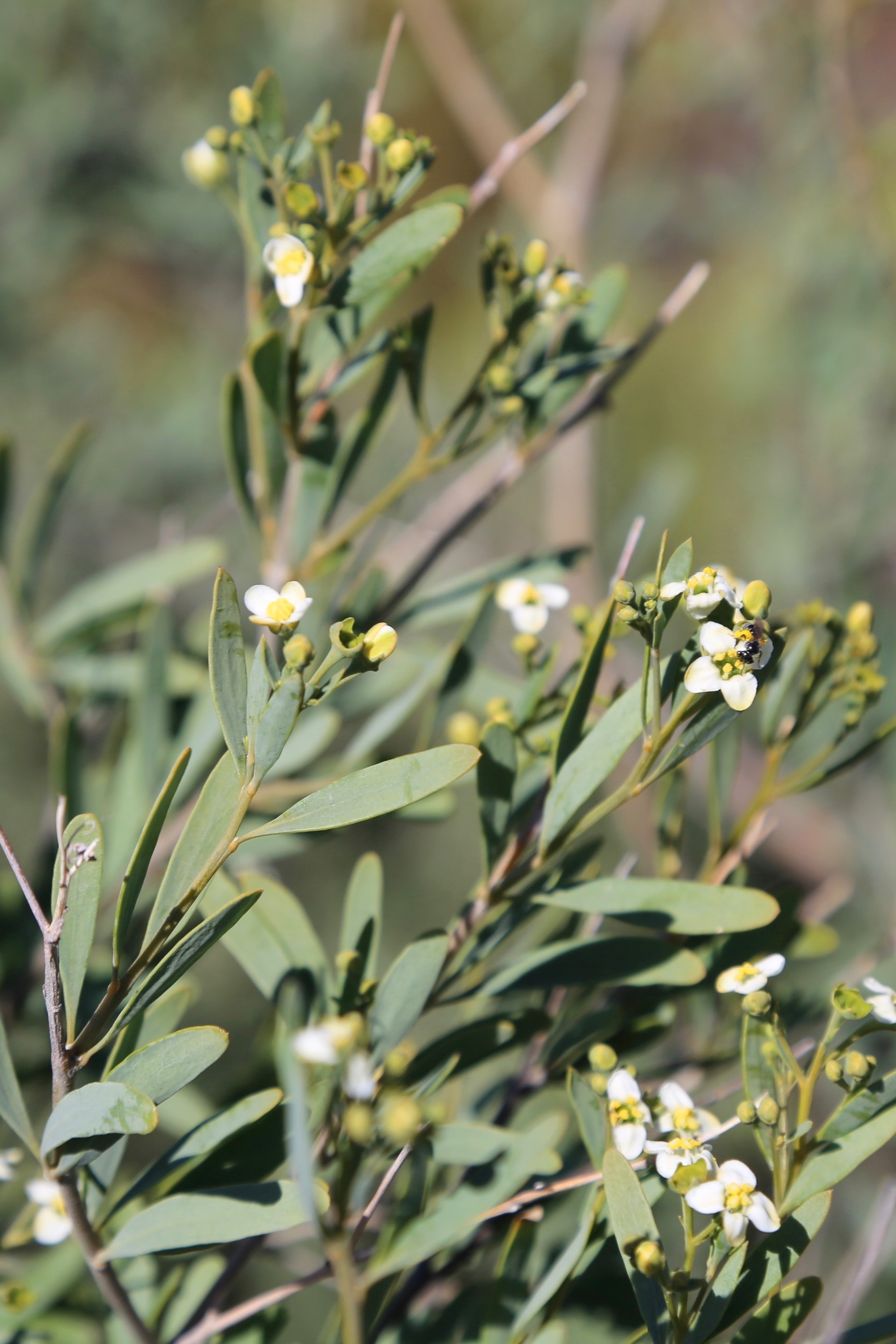
Montinia caryophyllacea, um membro da família Montiniaceae.

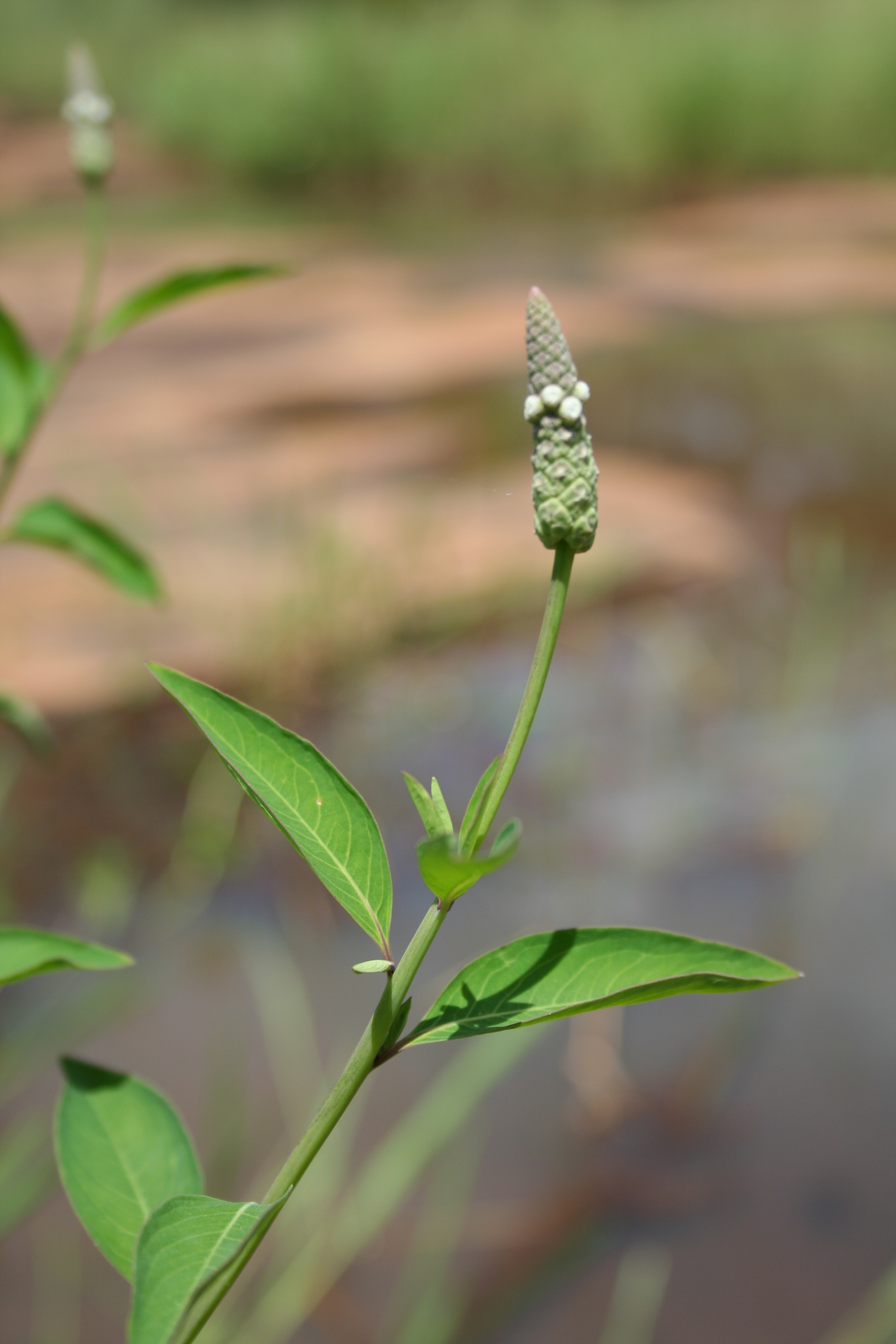
Sphenoclea zeylanica, um membro da família Sphenocleaceae.

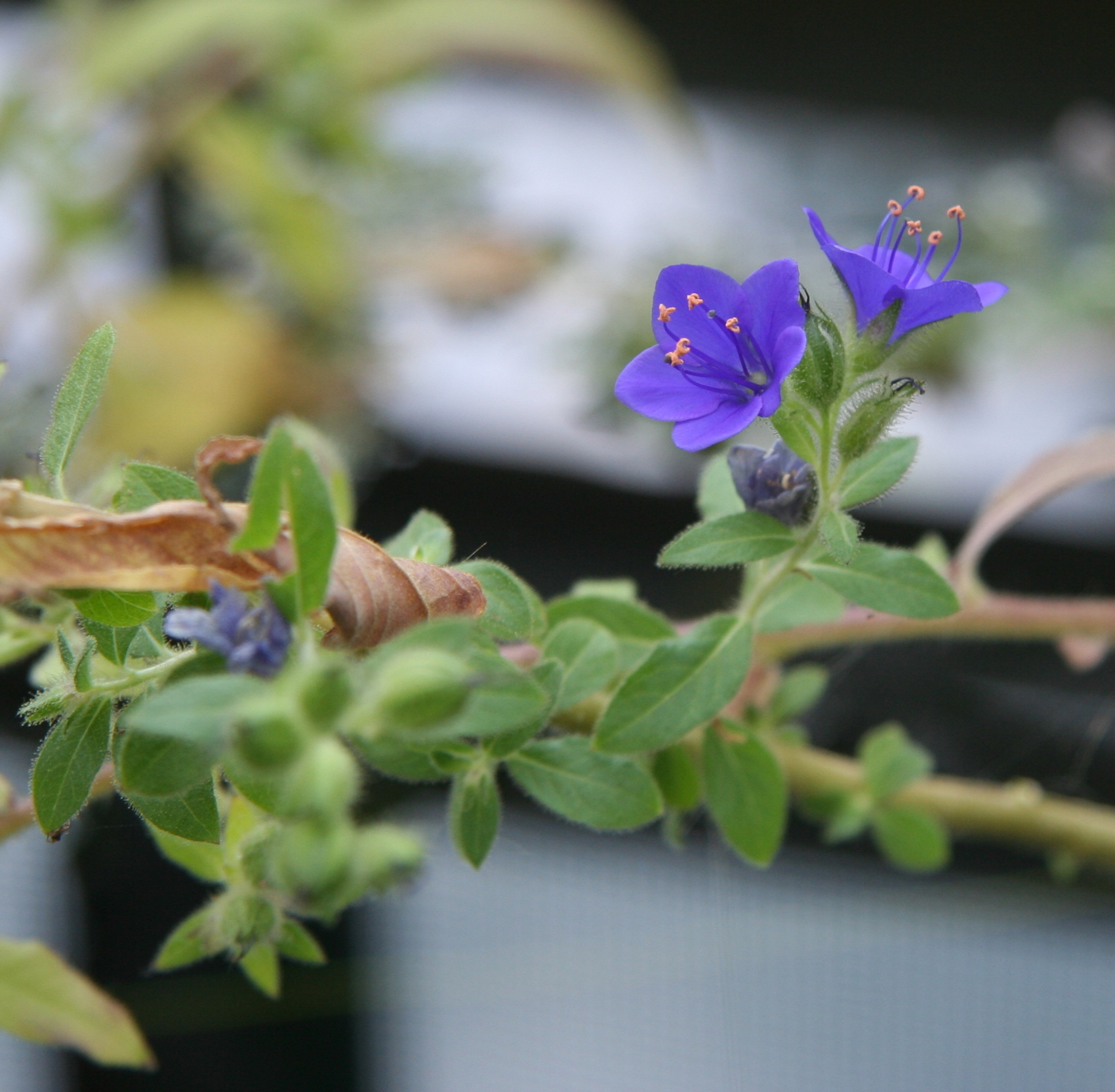
Hydrolea spinosa, um membro da família Hydroleaceae.

Solanales (anteriormente conhecida como Polemoniales) é uma ordem de plantas com flor (Magnoliophyta) dicotiledóneas pertencentes ao clado das euasterídeas I (Lamiidae). Na sua presente circunscrição taxonómica o agrupamento inclui 5 famílias com cerca de 165 géneros e 4080 espécies.

## Taxonomia
A delimitação do agrupamento taxonómica assenta essencialmente sobre critérios filogenéticos baseados em características de biologia molecular, dada a grande diversidade morfológica das espécies incluídas. Ainda assim, as características dominantes da estrutura floral das Solanales são a presença de flores bissexuais, com cinco pétalas unidas entre si, apresentando dois verticilos estéreis muito diferentes um do outro em coloração, textura, tamanho e forma. As flores tem simetria actinomorfa ou ligeiramente zigomorfa. As folhas são em geral alternas ou opostas e o floema é do tipo interno. O fruto é maioritariamente do tipo baga, embora também ocorram drupas e cápsulas com deiscência transversal ou longitudinal. As sementes são maioritariamente lineares, globosas ou reniformes, com testa lisa.
Na circunscrição taxonómica que lhe foi atribuída pelo sistema APG IV, a ordem Solanales inclui as seguintes famílias:
- Ordem Solanales Juss. ex Bercht. & J.Presl
  - Família Convolvulaceae Juss., nom. cons.
  - Família Solanaceae Juss., nom. cons.
  - Família Montiniaceae Nakai, nom. cons.
  - Família Sphenocleaceae T.Baskerv., nom. cons.
  - Família Hydroleaceae R.Br.

As famílias presentemente incluídas na ordem Solanales constituem agrupamentos monofiléticos (clados) que apresentam entre si as relações filogenéticas (note-se que as Solanaceae são o grupo irmão das Convolvulaceae) que estão na base do seguinte cladograma:

|  | Solanaceae     |
|  |                |
|  | Convolvulaceae |
|  |                |

|  | Sphenocleaceae                 |
|  |                                |
|  | \| \| Hydroleaceae \| \| \| \| |
|  |                                |
|  | Hydroleaceae                   |
|  |                                |

|  | Hydroleaceae |
|  |              |

|  | Sphenocleaceae                 |
|  |                                |
|  | \| \| Hydroleaceae \| \| \| \| |
|  |                                |
|  | Hydroleaceae                   |
|  |                                |

|  | Hydroleaceae |
|  |              |

|  | Solanaceae     |
|  |                |
|  | Convolvulaceae |
|  |                |

|  | Sphenocleaceae                 |
|  |                                |
|  | \| \| Hydroleaceae \| \| \| \| |
|  |                                |
|  | Hydroleaceae                   |
|  |                                |

|  | Hydroleaceae |
|  |              |

|  | Sphenocleaceae                 |
|  |                                |
|  | \| \| Hydroleaceae \| \| \| \| |
|  |                                |
|  | Hydroleaceae                   |
|  |                                |

|  | Hydroleaceae |
|  |              |

Nesse sistema de classificação o enquadramento da ordem pode ser representado pelo seguinte cladograma:
|  | Boraginales                                            |
|  |                                                        |
|  | Gentianales                                            |
|  |                                                        |
|  | Vahliales                                              |
|  |                                                        |
|  | \| \| Lamiales \| \| \| \| \| \| Solanales \| \| \| \| |
|  |                                                        |
|  | Lamiales                                               |
|  |                                                        |
|  | Solanales                                              |
|  |                                                        |

|  | Lamiales  |
|  |           |
|  | Solanales |
|  |           |

|  | Boraginales                                            |
|  |                                                        |
|  | Gentianales                                            |
|  |                                                        |
|  | Vahliales                                              |
|  |                                                        |
|  | \| \| Lamiales \| \| \| \| \| \| Solanales \| \| \| \| |
|  |                                                        |
|  | Lamiales                                               |
|  |                                                        |
|  | Solanales                                              |
|  |                                                        |

|  | Lamiales  |
|  |           |
|  | Solanales |
|  |           |

|  | Boraginales                                            |
|  |                                                        |
|  | Gentianales                                            |
|  |                                                        |
|  | Vahliales                                              |
|  |                                                        |
|  | \| \| Lamiales \| \| \| \| \| \| Solanales \| \| \| \| |
|  |                                                        |
|  | Lamiales                                               |
|  |                                                        |
|  | Solanales                                              |
|  |                                                        |

|  | Lamiales  |
|  |           |
|  | Solanales |
|  |           |

|  | Boraginales                                            |
|  |                                                        |
|  | Gentianales                                            |
|  |                                                        |
|  | Vahliales                                              |
|  |                                                        |
|  | \| \| Lamiales \| \| \| \| \| \| Solanales \| \| \| \| |
|  |                                                        |
|  | Lamiales                                               |
|  |                                                        |
|  | Solanales                                              |
|  |                                                        |

|  | Lamiales  |
|  |           |
|  | Solanales |
|  |           |

|  | Boraginales                                            |
|  |                                                        |
|  | Gentianales                                            |
|  |                                                        |
|  | Vahliales                                              |
|  |                                                        |
|  | \| \| Lamiales \| \| \| \| \| \| Solanales \| \| \| \| |
|  |                                                        |
|  | Lamiales                                               |
|  |                                                        |
|  | Solanales                                              |
|  |                                                        |

|  | Lamiales  |
|  |           |
|  | Solanales |
|  |           |

|  | Boraginales                                            |
|  |                                                        |
|  | Gentianales                                            |
|  |                                                        |
|  | Vahliales                                              |
|  |                                                        |
|  | \| \| Lamiales \| \| \| \| \| \| Solanales \| \| \| \| |
|  |                                                        |
|  | Lamiales                                               |
|  |                                                        |
|  | Solanales                                              |
|  |                                                        |

|  | Lamiales  |
|  |           |
|  | Solanales |
|  |           |

|  | Boraginales                                            |
|  |                                                        |
|  | Gentianales                                            |
|  |                                                        |
|  | Vahliales                                              |
|  |                                                        |
|  | \| \| Lamiales \| \| \| \| \| \| Solanales \| \| \| \| |
|  |                                                        |
|  | Lamiales                                               |
|  |                                                        |
|  | Solanales                                              |
|  |                                                        |

|  | Lamiales  |
|  |           |
|  | Solanales |
|  |           |

|  | Boraginales                                            |
|  |                                                        |
|  | Gentianales                                            |
|  |                                                        |
|  | Vahliales                                              |
|  |                                                        |
|  | \| \| Lamiales \| \| \| \| \| \| Solanales \| \| \| \| |
|  |                                                        |
|  | Lamiales                                               |
|  |                                                        |
|  | Solanales                                              |
|  |                                                        |

|  | Lamiales  |
|  |           |
|  | Solanales |
|  |           |

Esse posicionamento corresponde à seguinte árvore filogenética:
- clado das asterídeas (em inglês, "asterids")
  - ordem Cornales
  - ordem Ericales
  - clado das lamiídeas ou euasterídeas I (em inglês, "euasterids I" ou "lamiids")
    - família Boraginaceae — colocada sem ordem
    - família Icacinaceae — colocada sem ordem
    - família Metteniusaceae — colocada sem ordem
    - família Oncothecaceae — colocada sem ordem
    - família Vahliaceae — colocada sem ordem
    - ordem Garryales
    - ordem Gentianales
    - ordem Lamiales
    -  ordem Solanales

  -  clado das campanulídeas ou euasterídeas II (em inglês, "euasterids II" ou "campanulids")
    - ordem Apiales
    - ordem Aquifoliales
    - ordem Asterales
    - ordem Bruniales
    - ordem Dipsacales
    - ordem Escalloniales
    -  ordem Paracryphiales

Em sistemas de classificação mais antigos, nomeadamente no sistema de Cronquist, eram incluídas as seguintes famílias:
- Família Duckeodendraceae (presentemente considerada um sinónimo taxonómico de Solanaceae)
- Família Nolanaceae (presentemente considerada um sinónimo taxonómico de Solanaceae)
- Família Cuscutaceae (presentemente considerada um sinónimo taxonómico de Convolvulaceae)
- Família Retziaceae (presentemente sinónimo de Stilbaceae, ordem Lamiales)
- Família Menyanthaceae (reposicionada na ordem Asterales)
- Família Polemoniaceae (reposicionada na ordem Ericales)
- Família Hydrophyllaceae (presentemente tratada como sinónimo de Boraginaceae)

As últimas três famílias foram colocadas em outras ordens, enquanto outras foram incluídas entre as Solanales. No sistema de Dahlgren, proposto por Rolf Dahlgren, as Solanales estavam integradas numa superordem Solaniflorae (também designada por Solananae).
The following families are included here in newer systems such as that of the Angiosperm Phylogeny Group (APG):
A partir do sistema APG II a classificação mais consensual passou a considerar as Solanales como parte do grupo euasterídeas I (ou Euasterids I).
Em 2003, a família Boraginaceae foi retirada desta ordem e transferida para a base do clade das euasterídeas I, portanto sem atribuição a nenhuma ordem. Nos sistemas de classificação posteriores, as Solanales são consideradas no clado Euasterids I como o grupo irmão das Lamiales.